# Певанж
Пева́нж (фр. Pévange, нем. Pewingen) — коммуна во французском департаменте Мозель региона Лотарингия. Относится к  кантону Шато-Сален.

## География
Певанж расположен в 40 км к юго-востоку от Меца. Соседние коммуны: Баронвиль на севере, Моранж и Ракранж на северо-востоке, Риш на юге, Белланж на западе, Ашен на северо-западе.

## История
- Коммуна бывшего герцогства Лотарингия, относилась к сеньорату Моранж.

## Демография
По переписи 2008 года в коммуне проживало 50 человек.

## Достопримечательности
- Церковь Сен-Мартен XVII века, алтарь XVIII века.